# Trond-Arne Bredesen
Trond-Arne Bredesen (Gran, 4 de febrero de 1967) es un deportista noruego que compitió en esquí en la modalidad de combinada nórdica.
Ganó cuatro medallas en el Campeonato Mundial de Esquí Nórdico, en los años 1987 y 1989. Participó en los Juegos Olímpicos de Calgary 1988, ocupando el cuarto lugar en la prueba por equipo.

## Palmarés internacional
| Campeonato Mundial | Campeonato Mundial | Campeonato Mundial | Campeonato Mundial        |
| Año                | Lugar              | Medalla            | Prueba                    |
| ------------------ | ------------------ | ------------------ | ------------------------- |
| 1987               | Oberstdorf (RFA)   | Medalla de plata   | TN + 15 km individual     |
| 1987               | Oberstdorf (RFA)   | Medalla de plata   | TN + 3 × 10 km por equipo |
| 1989               | Lahti (Finlandia)  | Medalla de oro     | TN + 3 × 10 km por equipo |
| 1989               | Lahti (Finlandia)  | Medalla de bronce  | TN + 15 km individual     |